# Tommy Milner
Pour les articles homonymes, voir Milner.
Tommy Milner, né le 28 janvier 1986, est un pilote automobile américain engagé depuis 2007 en American Le Mans Series tout d'abord au sein de l'écurie BMW Rahal Letterman Racing puis avec le Corvette Racing à partir de 2011.
Il est le fils de Tom Milner, fondateur de l'écurie Prototype Technology Group.

## Biographie
Tommy Milner débute en 2004 en Formule BMW USA et débute la même année en Rolex Sports Car Series où il remporte le classement GT de la dernière course de la saison avec une BMW M3 du Team PTG. L'année suivante, il continue en Grand-Am avec de nouveau trois victoires dans la catégorie GT.
En 2006, il intègre l'écurie Multimatic Motorsport Team Panoz pour participer à l'American Le Mans Series et aux 24 Heures du Mans mais sans résultat notable. Dès 2007, il revient au volant d'une BMW dans l'écurie Rahal Letterman Racing tout en participant à quelques courses pour le Team LNT avec une Panoz Esperante GT-LM.
Il participe ainsi à la victoire de l'écurie Rahal Letterman Racing dans la catégorie GT en American Le Mans Series 2010 en se classant quatrième en compagnie de son coéquipier Bill Auberlen.

## Palmarès
- Quatre victoires en catégorie GT dans les Rolex Sports Car Series (Fontana en 2004, Laguna Seca, Mid-Ohio et Virginia en 2005)
- Vainqueur de la catégorie GT2 de la course No 1 des 1 000 kilomètres d'Okayama 2009
- Vainqueur des 24 Heures de Dubaï en 2011
- Champion dans la catégorie GT de American Le Mans Series en 2012

## Résultats aux 24 Heures du Mans
| Année | Voiture                   | Équipe                           | Équipiers                        | Résultat                    |
| ----- | ------------------------- | -------------------------------- | -------------------------------- | --------------------------- |
| 2006  | Panoz Esperante GT-LM     | Multimatic Motorsport Team Panoz | Gunnar Jeannette / Scott Maxwell | Abandon                     |
| 2007  | Panoz Esperante GT-LM     | Team LNT                         | Tom Kimber-Smith / Danny Watts   | Abandon                     |
| 2011  | Chevrolet Corvette C6 ZR1 | Corvette Racing                  | Olivier Beretta / Antonio García | 11e et vainqueur en GTE Pro |
| 2012  | Chevrolet Corvette C6 ZR1 | Corvette Racing                  | Oliver Gavin / Richard Westbrook | NC                          |
| 2013  | Chevrolet Corvette C6 ZR1 | Corvette Racing                  | Oliver Gavin / Richard Westbrook | 22e                         |
| 2014  | Chevrolet Corvette C7.R   | Corvette Racing                  | Oliver Gavin / Richard Westbrook | 20e                         |
| 2015  | Chevrolet Corvette C7.R   | Corvette Racing                  | Oliver Gavin / Jordan Taylor     | 17e et vainqueur en GTE Pro |
| 2016  | Chevrolet Corvette C7.R   | Corvette Racing                  | Oliver Gavin / Jordan Taylor     | Abandon                     |
| 2017  | Chevrolet Corvette C7.R   | Corvette Racing                  | Marcel Fässler / Oliver Gavin    | 24e                         |
| 2018  | Chevrolet Corvette C7.R   | Corvette Racing                  | Marcel Fässler / Oliver Gavin    | Abandon                     |
| 2019  | Chevrolet Corvette C7.R   | Corvette Racing                  | Marcel Fässler / Oliver Gavin    | Abandon                     |